# X-Men le origini - Wolverine (videogioco)
X-Men le origini - Wolverine (X-Men Origins: Wolverine) è un videogioco d'azione pubblicato da Activision nel maggio 2009, liberamente tratto dall'omonimo film e con protagonista l'omonimo supereroe Marvel. Le versioni Windows, Xbox 360 e PlayStation 3 sono state sviluppate da Raven Software; quella per Wii e PlayStation 2 da Amaze Entertainment, mentre quelle per le console portatili Nintendo DS e PlayStation Portable da Griptonite Games.
Hugh Jackman (Wolverine), Liev Schreiber (Sabre-tooth) e will.i.am (Wraith) doppiano, nella versione americana, i loro personaggi nel film.
Nel gioco non compare Chris Bradley, un mutante capace di controllare e generare energia elettrica, che nel film era un altro membro della Squadra X; viene solo citato in un messaggio di Stryker.

## Trama
La storia segue quella del film, ma si divide in due diversi tipi di missioni e ambientazioni: il passato violento e romantico di Wolverine, con particolare attenzione alle vecchie missioni in Africa (dove Logan ha ancora il suo scheletro umano), alla ricerca del meteorite contenente l'adamantio, e l'emergere dell'Arma X in cerca di vendetta per la (falsa) morte della sua amata Kayla Silverfox (dove Logan ha lo scheletro in adamantio). Durante lo svolgimento della storia Logan deve affrontare un robot gigante, creato per distruggere i mutanti. Il gioco termina, come il film, con la sconfitta di Arma XI in favore di Logan.

## Modalità di gioco
Stile di gioco cruento (alla God of War) con enigmi non troppo difficili e scontri titanici. Wolverine in questo gioco mostra tutta la sua ferocia con mosse e tecniche mortali per i nemici. Il fattore guarigione rigenera le ferite (certe volte le ferite saranno così profonde che si vedranno le ossa e senza accorgersene si rimargineranno).

### Uncaged Edition
L'Uncaged Edition è stata pubblicata per PC, PlayStation 3 e Xbox 360. Consiste nell'edizione più violenta (per questo vietata ai minori di 18 anni) e doppiata con un linguaggio più scurrile. In questa versione del gioco, quando Wolverine subisce lesioni, pezzi della sua carne e dei suoi vestiti vengono lacerati, si dà al giocatore la possibilità di osservare il protagonista rigenerarsi in tempo reale.
Tale versione dispone anche di una grande quantità di violenza disumana, paragonabile a quella di titoli come God of War e Devil May Cry; i nemici possono, infatti, essere smembrati, impalati e decapitati in più modi.

## Personaggi
- James "Logan" Howlett alias Arma X, alias Wolverine: Un mutante con poteri di rigenerazione, istinti animaleschi, forza sovrumana, le ossa infrangibile e sei artigli di adamantio retrattili (artigli ossei prima della trasfusione di adamantio).
- Victor Creed: Conosciuto anche come Dog Logan, è fratellastro di Wolverine e possiede poteri a lui simili, quali il fattore di guarigione, istinti animaleschi e artigli retrattili. Mentre Wolverine risulta ispirato ad un Gulo gulo Victor Creed si avvicina più ad un canide
- William Stryker: Un colonnello dell'esercito che formava la Squadra X, e parte importante del programma Arma X.
- Kayla Silverfox: Amante di Wolverine, ha la capacità di ipnosi tattile: la capacità di controllare qualcuno tramite un semplice tocco.
- John Wraith: Un mutante che ha la capacità di teletrasportarsi, ex membro della squadra di Stryker.
- David North alias Agent Zero:Un membro del Programma Arma X, secondo in comando dopo Stryker. Zero possiede le competenze degli esperti di monitoraggio ed è un tiratore letale.
- Fred J. Dukes alias Blob: ex membro della squadra di mutanti di Stryker. Fred ha un indistruttibile strato di pelle. Dopo aver lasciato Stryker e la squadra ha sviluppato un disturbo alimentare ed è diventato obeso.
- Remy LeBeau alias Gambit: Un ex prigioniero di Stryker, che può manipolare l'energia cinetica.
- Wade Wilson alias Arma XI: Un mutante molto abile nel uso di due katane, ex membro della squadra di Stryker. Stryker lo sottoporrà a diversi interventi chirurgici che lo trasformeranno in un killer mutante. Gli viene dato un fattore di guarigione, teletrasporto, poteri esplosione ottica e lame retrattili in adamantio.
- Raven Darkholme alias Mystica: Una mutante con abilità mutaforma. Ha lavorato con il team di Stryker in Africa. Wolverine la rincontra più tardi, quando entrambi sono alla ricerca di Wraith. Lei è amante di Wraith e madre di suo figlio.
- Dr. Bolivar Trask: Creatore delle sentinelle. Egli rapisce Wraith per usarlo nel suo studio sul gene mutante e per la programmazione della sentinella. La sua mano è tagliata da Wolverine nel corso del gioco e verrà sostituita con una protesi. In futuro, come mostrato nel gioco, egli sembra dirigere i soldati nel tentativo di catturare Wolverine.

## Boss
1. Victor Creed
2. Gigante
3. David North / Agent Zero
4. Fred J. Dukes / Blob
5. Gemelli Mutanti
6. Remy LeBeau / Gambit
7. Mark I
8. Wade Wilson / Arma XI

## Abilità e potenziamenti
Durante l'avanzamento del gioco, si potranno trovare diverse Abilità, utilizzabili al massimo 3 per volta, che aggiungeranno capacità nuove a Logan (rigenerazione più veloce, danni maggiori, ecc...); inoltre si guadagneranno punti esperienza, spendibili per potenziare gli attacchi o impararne di nuovi.

## Accoglienza
La critica ha valutato in maniera nettamente diversa la Uncaged Edition dalle edizioni per le altre console. IGN ha votato 7.8/10 la versione PS3/Xbox 360; 5.1 quella per PSP; 5 quella per NDS; 4.8 la versione Wii; infine 4.5 quella per PS2

## Easter egg
- Il trofeo Wow: Mentre esamini lo scheletro, provi un brivido vedendo il nome "Arthas" inciso sulla spada lì accanto, si riferisce proprio ad un easter egg. Per ottenere questo obiettivo dovrete trovare Arthas e la sua spada, famoso personaggio di World of Warcraft (che dà il nome all'obiettivo), inserito nel gioco dagli sviluppatori proprio come easter egg. Si trova nel capitolo 2-La tundra, verso la fine del lago Alkail.
- Anche il trofeo The Cake: Hai trovato la torta, è riferito ad easter egg: scoprirete questo riferimento nascosto nel capitolo 3 L'inizio del futuro. Attivate i sensi ferali per leggere la scritta "surprise" su di una parete nella stanza di crio-congelamento, spostate il teletrasporto oltre la parete con la scritta citata sopra e teletrasportatevi dentro questa stanza segreta nella quale troverete una torta di compleanno. Sorpresa! La torta è un riferimento al gioco Portal.
- Infine anche il trofeo Found!: Hai trovato un'apertura misteriosa!, si riferisce ad un easter egg. Per ottenerlo, nel capitolo 1 Le origini, sarà sufficiente distruggere le assi che sbarrano una porta per entrare nella stanza e salire su di un'apertura sul pavimento illuminata da una strana luce.[3]

## Doppiaggio
| Personaggio               | Voce italiana       |
| ------------------------- | ------------------- |
| Logan / Wolverine         | Claudio Moneta      |
| Victor Creed / Sabretooth | Walter Rivetti      |
| William Stryker           | Marco Morellini     |
| Kayla "Silver Fox"        | Jolanda Granato     |
| Dott.ssa Carol Frost      | Loretta Di Pisa     |
| David North / Agente Zero | Paolo De Santis     |
| John Wraith               | Silvio Pandolfi     |
| Raven Darkholme / Mystica | Alessandra Felletti |
| Sen. Robert Kelly         | Pino Pirovano       |
| Bolivar Trask             | Marco Balzarotti    |
| Frederik J. Dukes / Blob  | Marco Balbi         |
| Remy LeBeau / Gambit      | Francesco Mei       |
| Wade Wilson / Deadpool    | Davide Albano       |

## DLC
- X-Men Le origini: Wolverine - Arma X: Disponibile sui servizi online di PlayStation 3 e Xbox 360, il primo DLC, battezzato per l'occasione Arma X, propone al giocatore una serie di sfide per mettere alla prova le proprie capacità.